# Història de la civilització islàmica
La història de la civilització islàmica o del món islàmic explica la influència de l'islam en la creació i expansió d'un moviment no sols religiós, sinó també polític i social. Abasta des de la mitologia àrab preislàmica fins a l'actualitat.

## Temps preislàmic
Abans de l'arribada del profeta Muhàmmad, a la península Aràbiga hi existien, junt amb el cristianisme i el judaisme, diverses creences politeistes i idòlatres que es reunien al voltant de la Kaba. Tanmateix, també hi havia una antiga tradició monoteista, o almenys la creença en una divinitat suprema. Els àrabs s'organitzaven de forma tribal, i s'hi podien distingir tres nuclis diferenciats:
- El nord peninsular, que mantenia relacions estretes amb el Mediterrani. Als segles V-VI apareixen a les fronteres del desert els estats dels làkhmides i dels gassànides per protegir l'Imperi Romà d'Orient i l'Imperi Sassànida.
- Al centre peninsular hi havia el desert, poblat per tribus nòmades i petites poblacions en oasis per on passaven les caravanes, com ara la Meca, Medina o Taïf.
- I al sud-oest hi havia el Iemen, molt fèrtil. Era un país agrícola que dominava la canalització de les aigües, però la destrucció del dic de Marib al segle vi va provocar la dessecació i emigracions massives al nord.

## Muhàmmad i l'islam

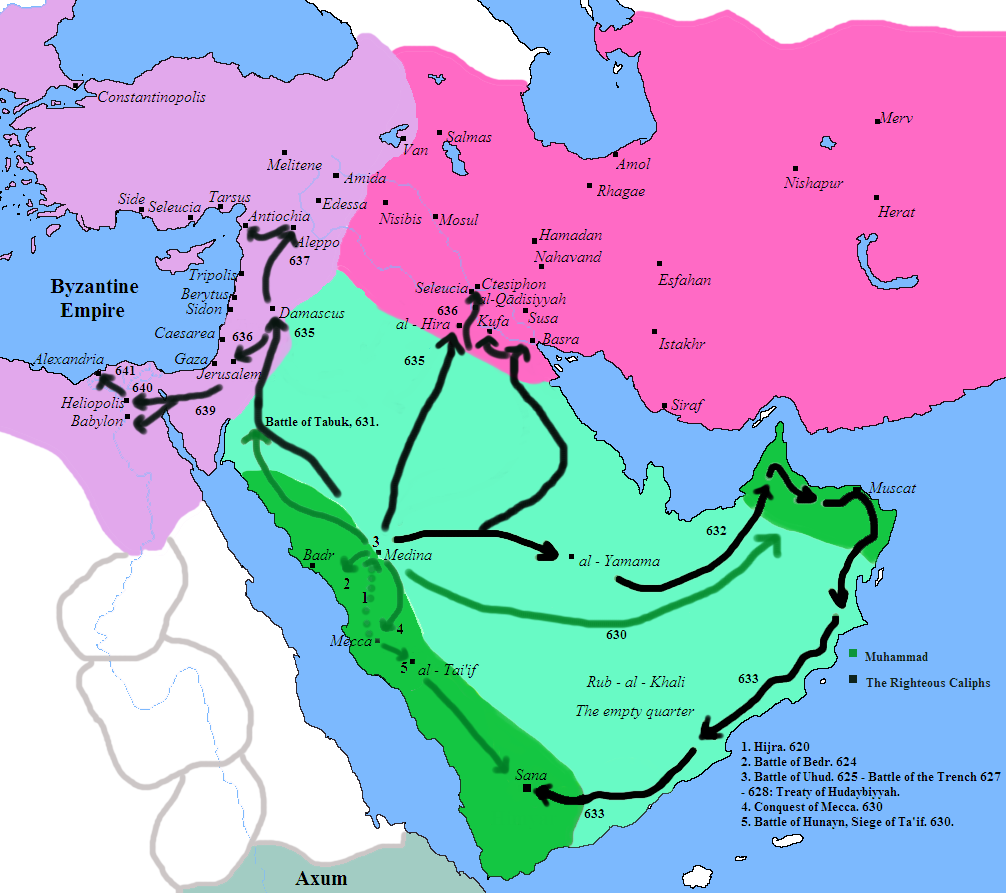
Expansió de l'islam (630-641)

Dins d'aquest context, apareix Muhàmmad, que desenvolupa el monoteisme dels cristians i els jueus i l'adapta als costums i lleis tribals. La seva utilització del terme Al·là per a referir-se a Déu és la mateixa que ja feien servir les tres creences predominants fins aleshores: en el cas dels idòlatres, era el nom que donaven a la deïtat superior, creadora de totes les coses que existien.
Amb anterioritat al 610 no se sap gaire cosa de Muhàmmad. Va néixer vers el 570 i era un comerciant d'èxit gràcies al capital de la seva primera esposa, Khadija bint Khuwàylid. Va rebre ensenyances religioses d'un rabí o d'un sacerdot cristià, i estigué en contacte amb la secta cristiana dels essenis. L'any 610 va tenir una revelació i començà a difondre la seva doctrina.
La seva lluita contra la idolatria i el politeisme, així com el seu suport cap a les classes més desafavorides, fan que es guanyi l'hostilitat dels mercaders o quraixites de la Meca, d'on ha de fugir el 15 de juliol de 622 cap a Medina. Aquesta fugida, coneguda com «l'hègira», marcarà l'inici del calendari musulmà.
A Medina les seves doctrines tenen un fort suport popular, incloent-hi el del poeta Al-Abbàs ibn Mirdàs. Creà el concepte d'umma, o comunitat de creients, que dona un cos unitari i d'igualtat a tots els musulmans independentment del seu origen. Això tindrà una importància capital de cara a la unificació política de la península i la posterior expansió.
En aquesta ciutat estudia la Bíblia i rep una forta influència jueva, la qual cosa es reflecteix en l'establiment de Jerusalem com a ciutat santa i en la creença que Abraham és el pare dels àrabs, a través d'Ismael. Els habitants de Medina reconeixen Muhàmmad com a profeta i legislador, i li donen el poder; d'aquesta manera obté alhora l'autoritat espiritual i temporal. Això engendra l'oposició dels jueus, que s'alien ara amb els quraixites i fan esclatar una revolta. Muhàmmad, però, en surt victoriós i a continuació organitza un exèrcit amb el qual arriba a conquerir la Meca el 630. Arran d'això expulsa els jueus d'Aràbia.
Una vegada conquerida la Meca i sotmesa al domini de l'Islam, aconsegueix ampliar la seva base militar, cosa que permet unificar políticament els àrabs. Les tribus s'hi sotmetran en massa, excepte els beduïns, que són politeistes i seran reprimits durament. Aquesta unificació marca l'inici de l'expansionisme aràbic, fonamentat en un important excés demogràfic i la promesa d'aconseguir una recompensa material. S'ataca l'Imperi Sassànida i el romà d'Orient.
Finalment, el 8 de juny de 632, Muhàmmad mor per causes naturals a Medina, mentre part del seu exèrcit conqueria Jerusalem.

## Primers califes
L'època dels quatre primers successors del Profeta, en què no se seguia una línia successòria predefinida, és coneguda pels sunnites com l'època dels «califes ben guiats» (califat dels raixidun). Es caracteritza per una ràpida expansió de signe anàrquic, i pels primers intents de centralització.

### Abu-Bakr as-Siddiq (632–634)
A la seva mort, Muhàmmad no va indicar qui havia de ser el seu successor. Mentre la majoria del poble plorava la seva pèrdua, es va organitzar un cop d'estat per garantir l'estabilitat del regne que havia fundat. Abu-Bakr, que havia estat nomenat director de la pregària dels divendres pel mateix Muhàmmad, assumeix tots els títols d'amir al-muminín, o «Príncep dels Creients» i de califa, o «Successor del Profeta», i es posa així al front de l'umma: estableix el primer califat que serà conegut més tard com a califat dels raixidun.
Aquest cop d'estat marca l'inici de la divisió de l'Islam entre el sunnisme i el futur xiisme, ja que aquests darrers eren partidaris d'Alí ibn Abi-Tàlib i consideraran els descendents del Profeta com els únics hereus legítims. Alí mateix era gendre de Muhàmmad.
Durant el regnat d'Abu-Bakr es realitzen diverses ofensives sobre Síria, l'Iraq i Egipte, però la gran majoria dels esforços militars es dediquen a l'erradicació de la dissidència interna i la submissió d'algunes tribus àrabs independitzades (guerres de la Ridda). Finalment, mor el 23 d'agost de 634, havent nomenat successor Úmar ibn al-Khattab.

### Úmar ibn al-Khattab (634–644)
Com Abu-Bakr, Úmar era parent del Profeta: el seu sogre. Sota el seu regnat de 10 anys, els dominis de l'Islam adquireixen el rang d'imperi: Egipte, Palestina, Síria, Mesopotàmia i Pèrsia hi són incorporats. Durant el seu regnat s'estableix l'hègira com la data d'inici del calendari musulmà que imposarà en els seus dominis.
La política seguida cap als territoris conquerits era la de mantenir el sistema propi de cadascú, fent-hi només petites adaptacions. Per aquest motiu, es mantingueren les antigues estructures sassànides a Pèrsia, cosa que suposa una font inesgotable de problemes per als següents califes.
Preocupat pel risc de desintegració a causa de l'excessiva autonomia dels governadors locals i els oficials àrabs, Úmar mor assassinat per un esclau el novembre de 644 sense haver designat cap successor, però sí un comitè de sis que l'hauria d'escollir.

### Uthman ibn Affan (644–656)
El califa Uthman ibn Affan, marit de dues de les filles del Profeta, en fou l'elegit com a legítim successor. Va orientar les seves preferències de l'aristocràcia medinesa a la mequinesa, col·locant familiars seus al capdavant de les províncies de l'imperi, en un intent de centralització. Això li va suposar fortes crítiques, fins i tot en l'àmbit religiós, per la qual cosa es va veure forçat a crear escoles alcoràniques per establir una ortodòxia. Igualment, durant el seu govern fou fixat el text definitiu de l'Alcorà.
Va iniciar atacs contra Xipre i Sicília, donant preferència al front occidental, tot i que per l'est es va completar la conquesta de l'Imperi Sassànida, arribant fins al gran Khorasan. Pel nord, es van ampliar els dominis al voltant de la mar Càspia.
Però les rivalitats entre diferents sectors islàmics, sobretot pel que fa als afers del botí i de la terra, varen ocasionar que, el 17 de juny de 656, un grup de soldats destinats a l'Egipte entrés a casa seva, a Medina, per donar-li mort.

### Alí ibn Abi-Tàlib (656–661)
Tot i que Alí ibn Abi-Tàlib havia disputat el títol de califa als seus antecessors des del principi, les circumstàncies de mort violenta d'Úmar i Uthman el varen fer retractar-se. De fet, ja al comitè dels sis va ser proposat com a califa en primera instància, però refusà aquest títol, ja que com a condició es posava no alterar el sistema tribal àrab. Aquesta condició fou acceptada per Uthman, tot i que la va violar a partir del sisè any de govern.
A les noves circumstàncies, sense cap candidat alternatiu seriós, no quedava altre remei que ampliar els poders atorgats al califa per tal de persuadir a Alí. Tot i així, s'escampà el rumor que era l'instigador de l'assassinat d'Uthman, i aviat sorgiren nombrosos complots per venjar-lo.
En un clima de guerra civil trobà suport entre els sectors àrabs que s'havien sentit deixats de banda pels predecessors, principalment de l'Iraq, ja que propugnava una política igualitarista: tots els musulmans tenien els mateixos drets amb independència del seu origen, antiguitat de conversió i antiguitat de participació en les conquestes. Però els partidaris d'Uthman, governadors de les principals províncies, el rebutjaven.
Alí era el califa dels partidaris del canvi, ja que des d'un principi es mostrà ferm en les necessitats d'ampliar el poder d'un califa, especialment en l'aspecte religiós, ja que hauria de poder reinterpretar l'obra de Muhàmmad en funció de les circumstàncies històriques. Encara ara, aquest és un tret característic del xiisme.
Al voltant seu es forma una àmplia coalició pel canvi que li permet obtenir una victòria militar contra els conspiradors Talha ibn Ubayd-Al·lah at-Taymí i Alí ibn Abi-Tàlib en la batalla del Camell. Amb aquesta, afirma el seu poder com a califa, cosa que suposa l'obediència d'Egipte. Però, a Síria, els familiars d'Uthman liderats per Muàwiya ibn Abi-Sufyan, parent d'Uthman, es resisteixen, encara que no nomenessin al seu propi Amir al-muminín. El motiu de la seva resistència eren una sèrie de privilegis obtinguts amb Umar i Uthman.
Després d'una llarga i fallida negociació, els dos exèrcits xoquen l'any 657 en la batalla de Siffín. Aquesta batalla s'allarga durant tres mesos, pràcticament sense morts, ja que bàsicament es continuen les negociacions. Quan finalment els siris es varen decidir a lluitar, els iraquians posaren pàgines de l'Alcorà a les seves llances, com a símbol d'una voluntat de treva. Es decidí la solució de l'arbitratge.
És a partir d'aquest moment que comença a desfer-se la coalició d'Alí, ja que en l'arbitratge no es representaren tots els interessos, i les seves aspiracions d'autoritat perderen consistència. Finalment, morí assassinat a Kufa, l'any 661.

## Dinastia omeia (661–750)
La victòria de Muàwiya, del clan dels omeies, suposa la seva proclamació com a califa i la fundació de la dinastia omeia, ja que fa el califat hereditari. La seva proclamació suposa la total pèrdua de poder per part de les elits de Medina i la Meca, ja que la capital de l'imperi passa a Damasc. L'exèrcit de Síria passa a ser el responsable del control de l'imperi.
Es trenca la línia dels califes raixidun i l'estricta observació de l'Alcorà, per la qual cosa els omeies són rebutjats com a califes legítims pel sunnisme. El xiisme, òbviament, només reconeix Alí ibn Abi-Tàlib. La fidelitat religiosa és substituïda per l'obediència monàrquica (mulk).

### Ascens
Amb l'ajut de les tropes síries, l'ara anomenat Muàwiya I eliminà l'anarquia inherent als sistemes d'organització tribal, i posà les bases d'un autèntic estat musulmà. Per aconseguir això, s'hagué d'enfrontar a nombroses revoltes, continuació de la guerra civil iniciada en temps d'Alí. Va dividir l'imperi en províncies amb governadors i va establir una cancelleria central i un servei postal.
Una vegada superada, es reprengué l'expansió de l'imperi, i arribà a assetjar Constantinoble l'any 668. Es conquereixen l'illa de Rodes (672) i Creta (674), al mateix temps que es crea una base naval a la mar de Màrmara, des d'on, entre 674 i 680, any en què va morir Muàwiya, es llançaren atacs anuals contra la capital de l'Imperi Romà d'Orient.
Però el seu règim encara era precari, i l'arribada al poder del seu fill Yazid I va desencadenar noves revoltes. La xiïta, liderada per Hussayn, fill menor d'Alí, fou reprimida fàcilment, i Hussayn mor a Karbala per l'octubre de 680, feta commemorada pels xiïtes durant l'aixura.
Més gran fou la revolta quraixita, liderada per Abd-Al·lah ibn az-Zubayr, net d'Abu-Bakr, i de caràcter tradicionalista. Aquesta coincidí amb la mort de Yazid (683) i, quaranta dies després, del seu successor Muàwiya II (684), cosa que convertí la revolta en una autèntica amenaça per al règim omeia.
Arriba així al poder la branca marwànida de la família omeia, sota el guiatge de Marwan I, en perjudici de la sufyànida. Sota seu es repetí l'escenari de la primera guerra civil, de rivalitat pel repartiment del poder entre els primers invasors i els posteriors immigrants.
Després de la mort de Marwan I, al 685, Abd-al-Màlik assumeix la tasca de recuperar l'estabilitat del regne. Amb mà de ferro, reprimeix militarment totes les revoltes, guanya una decisiva batalla contra Az-Zubayr, al nord de Damasc el 691 i finalment pren La Meca el 692, i obliga molts dissidents a exiliar-se i dona peu a una vertiginosa espiral de violència. Aquesta política marcarà la resta de la dinastia omeia, i va fer necessària l'aparició d'un exèrcit permanent.
Però a curt termini s'aconsegueix pacificar el regne, i la unificació administrativa i monetària, així com l'arabització i islamització dels seus territoris, donen un important impuls a l'economia, en què seria l'època daurada dels omeies. S'estableix un sistema monetari bimetàl·lic duodecimal: un dinar d'or equival a dotze dírhams de plata i es fixa una autèntica xarxa de petites i mitjanes ciutats per tot l'imperi, fins al punt que el comerç interior passa a ser la principal font de riquesa, per davant de l'agricultura. La frontera occidental avança fins a Tànger (694), també tenen èxit les campanyes a l'Àsia central, mentre que les altres es mantenien relativament estables.
El regnat d'Al-Walid I (705-715) inclou una data clau en l'expansió de l'Islam: 711. Aquest any el general amazic Tàriq ibn Ziyad creua l'estret de Gibraltar i només dos anys després proclamaria a Tulaytula la sobirania del califa de Damasc. Però el 711 també s'envaeix l'Àsia central i la conca de l'Indus. Després d'aquesta data cabdal vindrà una època d'estabilitat forçosa: el 722 la batalla de Covadonga frenarà l'expansió ibèrica (encara que només es considera definitivament detinguda amb la victòria de Carles Martell en la batalla de Tours el 732 davant el valí Al-Ghafiqí); i el papa Lleó III n'organitzarà la contenció tant a l'Imperi Romà d'Orient com a França, i reconstruirà la flota romana d'Orient.
La prosperitat i relativa calma es mantingueren durant els regnats de Sulayman (715–717) i Úmar II (717–720). Es continua avançant al nord d'Àfrica, l'Àsia central i s'ocupa el Belutxistan. En aquesta època es destina gran part del pressupost a obres públiques i assistència social, principalment a Síria i l'Hijaz, així com als sistemes de regadiu a l'Iraq.

### Decadència
La pau obtinguda per la família marwànida després de la segona guerra civil fou molt fràgil. Tot i la solidesa de l'aparell administratiu creat, les revoltes eren constants, ja no per governadors que es volguessin independitzar, i cada vegada menys pels afers dels immigrants àrabs, sinó més aviat sobre qüestions com l'expansionisme i el militarisme del règim.
L'estabilitat de l'imperi depenia de l'exèrcit de Síria, vist per les altres províncies com una força hostil, mentre que els ingressos del tresor públic ho feien d'un insostenible expansionisme, ja que li corresponia una cinquena part del botí. Aquest expansionisme era utilitzat, a més, com una eina per reduir l'amenaça de revoltes militars, ja que els mantenia ocupats, reduïa la seva quantitat i suposava una font d'ingressos extraordinària per a ells.
Però a mesura que passaven els anys les conquestes es feien més difícils i inestables. A més, començà a aparèixer un fort procés d'integració i assimilació entre els cossos militars àrabs i la població indígena. Els militars sentien així un creixent interès per l'agricultura i el comerç, també un cert sentiment nacionalista i per l'establiment de famílies. Per aquest motiu, les campanyes de conquesta cada vegada eren menys populars, tot i que necessàries per mantenir el sistema econòmic establert.
El creixement de la població a les ciutats fou àmpliament superior al del comerç i la indústria, i els sistemes de beneficència que alleugerien la situació temporalment es tornaren insostenibles. Si a això se li suma una disminució d'ingressos per la reducció dels botins de guerra, la situació es torna explosiva.
El fet que els càrrecs d'importància es reservessin a la família marwànida i als seus protegits va suposar l'aparició d'una classe privilegiada que defensava els seus interessos de forma agressiva. Tant això com el procés d'assimilació i oposició a la guerra, foren especialment importants al gran Khorasan, des d'on partí la revolució abbàssida.
Conscients d'aquests problemes, sota els regnats de Sulayman i Úmar II, s'inicià un procés de reforma. Primer de signe moderat, i després de caràcter radical, i molt similar a les grans revolucions europees dels darrers dos segles, amb la diferència que aquesta fou dirigida des de dalt, i per això no va tenir continuïtat.
Sota el govern de Sulayman, es canvien a l'administració els elements conservadors per altres de reformistes. Les campanyes militars se centraren a consolidar els seus dominis, obrint-se a militars no àrabs, amb l'excepció de les importants campanyes contra l'Imperi Romà d'Orient, i arribaren a assetjar Constantinoble (716), campanya durant la qual morí el mateix Sulayman l'any 717. Això suposà un fort cop per a l'exèrcit de Síria, del qual depenia l'estabilitat de l'imperi.
L'arribada al poder d'Úmar II suposa una radicalització extrema de les polítiques de reforma. El nomenament d'aquest com a successor, per part de Sulayman, anava en contra de les preferències mostrades pel seu pare Abd-al-Màlik i la major part de la família marwànida. Per això, només s'acceptà l'execució del testament sota condició que Yazid II en fos el següent successor. Els partidaris d'Úmar II acceptaren, amb l'esperança d'un llarg govern per part d'aquest.
Però el fet és que Úmar II morí l'any 720, deixant darrere seu un llegat de reformes a mig executar. Aturà totes les polítiques expansionistes, gran part dels privilegis de la família omeia, i establí la igualtat entre tots els musulmans, fossin o no àrabs. Pretenia donar suport al seu poder en una ideologia islamista, en comptes de fer-ho en el poder militar arabosirià.
Es restablia, per tant, el concepte de l'umma. El seu govern es caracteritzà per un major centralisme, però amb una reducció de la importància del poder militar.
Yazid II, durant el seu breu regnat (720–724), anul·là totes les directives d'Úmar II. L'expansionisme i el domini àrab tornaren a ser moneda comuna. El succeí el seu germà Hixam, que gràcies a la seva habilitat política aconseguí la continuïtat de l'imperi durant dues dècades. La seva mort l'any 743 suposà pràcticament el final de la dinastia omeia. Els esforços d'Al-Walid II (743-744), Yazid III (744), Ibrahim (744) i Marwan II (744–750), arribant a acceptar algunes polítiques d'Úmar II, no aconseguiren aturar la revolució.

## Dinastia abbàssida (750–1258)
Després de la caiguda de la dinastia omeia, arriba al poder la família abbàssida, descendent d'un oncle del Profeta, Abbàs ibn Abd-al-Múttalib. Tot i que gran part del seu èxit l'havien d'agrair als xiïtes, la doctrina oficial continuà sent el sunnisme ortodox. La caiguda dels abbàssides suposa la fi de l'islam clàssic i del domini àrab, i s'inicia una llarga fase de decadència.

### Revolució i esplendor

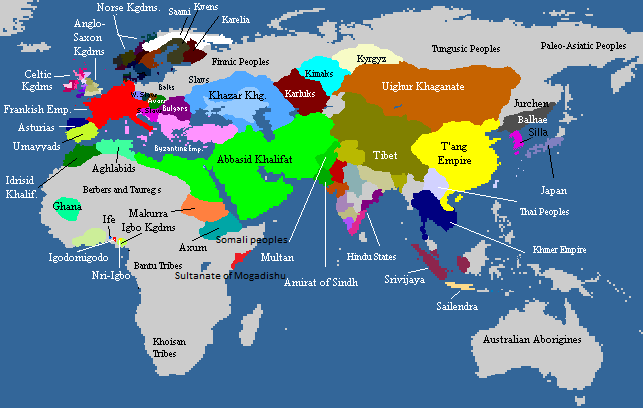
Califat Abbàssida i estats i imperis contemporanis al 820

Després dels vint anys de govern de Hixam, la qüestió de la seva successió dividí la família omeia en tres bàndols. La fi de la unitat familiar suposa la destrucció d'un dels pilars del règim. L'altre, el poder militar sirià, estava ja debilitat per una demografia feble, i cansat d'haver de matar altres musulmans, amb el desprestigi que això duia.
Les forces revolucionàries que s'havien anat acumulant al llarg dels anys esclataren amb la mort de Hixam. S'havia d'aprofitar la delicadesa de la successió, i la divisió de la família governant, per tal d'aconseguir d'una vegada un canvi de situació.
Esclataren revoltes a l'Iraq, el Hijaz i, sobretot, al Khorasan. Una d'aquestes darreres estava dirigida per Abu-Múslim, d'origen persa i confessió xiïta haiximita, en nom d'un membre de la Casa del Profeta. Sota proclames d'igualtat entre tots els musulmans, es conquerí l'any 748 la plaça forta de Merv, i des d'allà s'iniciaren diverses operacions contra la resta de l'imperi.
A començaments de 750 l'exèrcit revolucionari conquerí Kufa. Mentrestant, els omeies havien descobert el membre de la Casa del Profeta que suposadament estava darrere de la revolució, Ibrahim ibn Muhammad, i l'assassinaren. Aquest era fill de Muhàmmad ibn Alí, membre de la família abbàssida que s'havia autoproclamat successor d'Abu-Hàixim, fundador del xiisme haiximita.
Davant aquesta situació, no quedà més remei que proclamar imam amir al-muminín al germà d'Ibrahim, Abu-l-Abbàs as-Saffah. Aquest s'hauria d'enfrontar a l'amir al-muminín omeia de Damasc, Marwan II.
En la batalla del riu Zab, el mateix any 750, es derrota a l'exèrcit omeia. Set mesos després, es captura i dona mort a Marwan II, culminant així la revolució abbàssida.

### Decadència
L'època de màxima esplendor va correspondre al regnat de Harun ar-Raixid (786-809), però ja en aquell temps va començar la decadència política que s'accentuaria amb els seus successors.
A partir del segle x, les lluites successòries al si de la dinastia abbàssida obriren la porta a successives dinasties no àrabs que controlaven el poder mentre els abbàssides representaven només el poder simbòlic del califat.
L'últim califa, Abu-Àhmad Abd-Al·lah al-Mustàssim bi-L·lah, va ser assassinat el 1258 pels mongols, que havien conquerit Bagdad. Tanmateix, un membre de la dinastia va poder fugir a Egipte i va mantenir el poder sota el control dels mamelucs. Aquesta última branca de la dinastia es va mantenir fins a 1517, quan els turcs otomans van conquerir Síria i Egipte.

## Croades
Les croades foren expedicions militars cristianes entre els segles XI i xiii per reconquerir Jerusalem i la resta de territoris anomenats Terra Santa, on van succeir fets destacats de la Bíblia, de mans dels musulmans. El papa animava els reis i senyors feudals a usar el seu poder militar per a expandir els territoris cristians, com una manera de reunir el cristianisme, reforçar el papat i posar l'est sota el seu control. Els croats rebien privilegis civils, el perdó dels pecats després de jurar un vot (el nom croada ve de 'prendre la creu'). Tot i ser convocades en nom d'ideals com l'honor o la fe, les croades sovint van acabar en actes de brutalitat i saquejos indiscriminats. Van obrir noves rutes comercials i van afavorir el desplaçament de població, i van suposar l'inici de les persecucions massives contra els jueus.
La Primera Croada fou convocada al concili de Clermont (1095): durant la campanya conqueriren Nicea, la capital del Soldanat de Rum el 1097, i finalment van entrar a Jerusalem el 15 de juliol de 1099; crearen diversos estats croats, entre ells el Regne de Jerusalem. Els croats van ser derrotats en la batalla de Mersivan el 1101, quan els musulmans s'uneixen per fer front als invasors, i demostren la vulnerabilitat dels occidentals, imbatuts fins llavors.
Després d'uns anys de relativa calma, els musulmans reconqueriren el Comtat d'Edessa el 1144, que fou el primer dels estats croats a caure. Eugeni III va cridar la Segona Croada impulsada per Bernat de Claravall, i Lluís VII de França i Conrad III d'Alemanya van marxar cap a Jerusalem el 1147, però fan fallar en els objectius, i van posar en perill la resta dels estats croats amb un atac a Damasc. Però després de les traïcions dels nobles llatins, el 1150 ambdós líders van tornar a casa. El 1187 Saladí, soldà d'Egipte, va reconquerir Jerusalem, i el papa Gregori VIII va cridar a la croada: va ser escoltat per Ricard Cor de Lleó del Regne d'Anglaterra, Felip II de França i Frederic I Barba-roja del Sacre Imperi Romanogermànic. Barba-roja va abandonar a Cilícia el 1190 i els francesos el 1191, després de la captura de Sant Joan d'Acre, però tot i arribar a la vista de Jerusalem, els croats van haver de pactar amb Saladí una treva i la seva retirada.
Els interessos papals representats pels templers van conduir al conflicte amb Egipte el 1243, i l'any següent els corasmis van prendre Jerusalem. Els croats van lluitar contra ells en la batalla d'Harbiyah a Gaza i foren derrotats pels corasmis, i això marcà el punt final dels estats croats. En resposta, Lluís IX de França va organitzar una fracassada croada contra Egipte de 1248 a 1254. A partir d'aleshores, els estats llatins creats a Terra Santa arran de la Primera croada, van anar desapareixent gradualment fins al 1291, quan la fortalesa d'Acre, l'últim bastió croat, va caure en poder dels mamelucs.

## Califats i regnes paral·lels
Si durant el califat omeia s'havia mantingut la unitat de l'Imperi islàmic, aquesta es trenca a l'inici del període abbàssida, quan Abd-ar-Rahman I, príncep omeia supervivent, fuig a la península Ibèrica i sap aprofitar la presència de partidaris de la seva família i les dissensions tribals per declarar-se'n emir independent el 15 de maig del 756 i resistir els intents del califat de sotmetre'l.
Al cap de pocs anys s'independitzen també els territoris de l'actual Marroc.

### Califat de Còrdova
Com a conseqüència del desmembrament del Califat de Còrdova van aparèixer a l'Àndalus una sèrie de regnes independents anomenats taifes, i n'eren les principals la Taifa d'Algesires, Taifa d'Almeria, Taifa de Badajoz, Taifa de Carmona, Taifa de Còrdova, Taifa de Huelva, Taifa de Màlaga, Taifa de Morón, Taifa de Múrcia, Taifa de Ronda, Taifa de Toledo, Taifa de Tortosa, Taifa de València, Taifa de Saragossa, Taifa de Granada i la Taifa de Sevilla.

### Califat Fatimita
El Califat Fatimita es caracteritza per ser l'únic califat xiïta ismaïlita de la història. S'estengué al nord-est de l'Àfrica, entre el 909 i el 1171. Rep el nom de fatimita, ja que la dinastia que el formà descendia, suposadament, del profeta Muhàmmad per línia de la seva filla Fàtima az-Zahra.

### Sultanat aiúbida de Damasc
La dinastia aiúbida, fundada per Saladí (Salah-ad-Din), d'origen kurd, va governar Egipte, Síria, Iemen (tret de les muntanyes del nord), Diyarbakir, la Meca, el Hijaz i el nord de l'Iraq durant els segles xii i xiii. El 1171 Saladí va deposar l'últim califa fatimita, però es va anar distanciant del seu senyor Nur-ad-Din, que va morir el 1174, i Saladí va declarar la guerra al seu jove fill As-Sàlih Ismaïl, i va prendre Damasc. Ismaïl va fugir a Alep, des d'on va continuar resistint-se a Saladí fins al seu assassinat el 1181. Posteriorment, Saladí prengué el control de la totalitat de Síria, i encara va conquerir Al-Jazira al nord d'Iraq. Però el seu èxit més gran va ser la victòria sobre els estats croats en la batalla de Hattin i el setge de Jerusalem el 1187. Saladí va morir el 1193, poc després d'haver firmat un tractat amb el rei d'Anglaterra Ricard Cor de Lleó pel qual retornava al control croat la franja costanera entre Ascaló i Antioquia.
Amb la mort de Saladí, els seus fills s'enfrontaren per la divisió de l'imperi fins que el 1200 el germà de Saladí, Al-Àdil, va aconseguir-ne el control. El mateix procés es va repetir amb la mort d'Al-Àdil el 1218, i amb la mort del seu fill Al-Kàmil el 1238, però el poder de la dinastia va perdurar.

### Sultanat aiúbida d'Egipte (1171-1250)
El 1250 Turan-Xah ibn as-Sàlih Ayyub, el darrer soldà aiúbida d'Egipte, va ser assassinat i substituït pel seu general esclau mameluc Al-Muïzz Àybak, que fundà la dinastia bahrita. Els aiúbides es van retirar després de la pèrdua d'Egipte. Alguns reductes contra els mamelucs van resistir a Síria durant 80 anys més (amb base a la ciutat de Hama), fins que van ser definitivament absorbits el 1334.

### Sultanat mameluc d'Egipte (1250-1517)
El 1250, la dinastia aiúbida fou substituïda pels regiments d'esclaus mamelucs, que es van expandir ràpidament a Palestina, i deposaren els darrers estats croats; van repel·lir la invasió mongola de Síria, i crearen la unió entre Síria i Egipte més duradora entre la dinastia abbàssida i l'Imperi Otomà.

## L'Islam al subcontinent indi
L'Imperi mogol es va estendre a l'Índia des del segle xv. Fundat per pobles musulmans de l'Àsia central, va durar fins al segle xviii malgrat les desavinences internes i la resistència dels senyors locals. La seva capital es va instal·lar a Agra. Sota aquest imperi va florir l'arquitectura religiosa, i n'és el Taj Mahal la mostra més reeixida.

## El món islàmic contemporani
La majoria d'estats musulmans van patir durant el segle xix la invasió europea lligada a l'imperialisme, que va portar al naixement de nous estats i a la disgregació de l'Imperi Otomà després de la Primera Guerra Mundial. L'extensió de la cultura occidental i l'adopció de règims afins a Europa va provocar el naixement d'un nacionalisme musulmà que lligava independència i religió. Per això molts països van voler instaurar una teocràcia, com l'Iran o l'Aràbia Saudita. Els enfrontaments amb Israel pel control de Palestina van avivar aquesta forta relació entre política i creença.

## Cronologia
| - 570-632: Vida de Mahoma. - 628: Tractat d'al-Hudaybiya. - 630: Conquesta de la Meca - 632-661: Els quatre Primers califes i inici de l'expansió a l'Orient Pròxim i a Egipte. - 638: Presa de Jerusalem. - 642: Els musulmans s'endinsen a Egipte. - 656: Assassinat d'Uthman. Batalla del camell. Inici de la primera fitna. - 661: Assassinat d'Alí ibn Abi-Tàlib; inici del xiisme. - 661-750 Dinastia omeia (Damasc esdevé la seu del califat). - 680: Batalla de Karbala. Els omeies s'imposen - 683-692: Segona fitna. Anticalifat d'Abd-Al·lah ibn az-Zubayr - 684: batalla de Marj ar-Ràhit. Marwan I derrota els qaisites - 698: Caiguda de Cartago. - 711: Arribada a la península Ibèrica. - 718: Comença de la Reconquesta a Astúries. Fallida del setge de Constantinoble pels àrabs. - 771: Fi de les conquestes de l'Indus i d'Espanya. - 732: Desfeta àraboberber contra Carles Martell a Poitiers. - 750-1258: Dinastia dels abbàssides (Bagdad seu del califat). - 878: Ocultació del dotzè imam, descendent d'Alí ibn Abi-Tàlib. - 1000: Conquestes a l'Índia pels reis turcomusulmans. - 1037: Mort del filòsof Ibn Sina (Avicenna). - 1099: Presa de Jerusalem pels croats. - 1187: Saladí recupera Jerusalem. - 1198: Mort del filòsof Ibn Ruixd (Averrois). - 1250-1517: Dinastia dels mamelucs a Egipte. - 1258: Destrucció de Bagdad pels mongols, fi dels abbàssides. Dinastia dels Il-kans mongols. - 1297: Mort del soldà Màlik as-Sàlih de Pasai, primer reialme musulmà d'Indonèsia (Sumatra). - 1419: El rei de Malaca se converteix a l'islam. | - 1453-1571: Apogeu de l'Imperi Otomà, entre la presa de Constantinoble (Istanbul) i la desfeta naval de Lepant. - 1492: Caiguda del regne de Granada, fi de la conquesta cristiana a Espanya. - 1556-1605: Regne d'Akbar, emperador mogol. - 1700: Apogeu de l'imperi mogol a l'Índia. - 1798: Arribada de Bonaparte a Egipte. - 1830: Inici de la conquesta francesa d'Algèria. - 1880: Inicis aproximats de la Nahda o renaixença políticocultural àraboislàmica. - 1881: Inici de la revolta del Mahdí del Sudan. Protectorat de Tunísia. - 1882: Protectorat britànic d'Egipte. - 1912: Protectorat francès del Marroc. - 1920: Mandat francès sobre Síria i el Líban; mandat britànic sobre Palestina i l'Iraq. - 1921-1926: Guerra del Rif al Marroc. - 1922: Independència d'Egipte. - 1924: Abolició del califat a Turquia per Mustafa Kemal. - 1928: Fundació a Egipte del moviment dels germans musulmans. - 1932: Els territoris conquerits per Abd-al-Aziz ibn Saüd esdevenen el reialme de l'Aràbia Saudita. - 1948: Creació de l'Estat d'Israel a l'antic protectorat britànic de Palestina. Inici del Conflicte araboisraelià - 1958: L'ONU reconeix la Lliga Àrab. - 1969: Es crea l'Organització de la Conferència Islàmica. - 1973: Guerra del Iom Kippur i embargament de petroli per part de l'OPEP. - 1979: Revolució islàmica a l'Iran - 1979: Invasió soviètica de l'Afganistan - 1980: Inici de la guerra Iran-Iraq - 1991: Primera guerra del Golf - 1996: Establiment del règim dels talibans a l'Afganistan - 2001: Atemptats contra el WTC de Nova-York - 2001: Inici de la guerra de l'Afganistan - 2003: Segona guerra del Golf liderada pels Estats Units - 2010: Revoltes populars als països àrabs. |